# Партнерські пологи
Партнерські пологи — пологи з помічником, коли крім акушерки, лікаря та інших співробітників пологового будинку разом із породіллю в пологовому залі є близька їй людина. Найчастіше у ролі такого помічника виступає батько дитини: чоловік може допомагати жінці у процесі пологів і морально, і фізично.
Пологи для кожної жінки є подією, яка несе особливе психо-фізичне навантаження. В результаті аналізу специфіки пологів з психологічною підтримкою, було виявлено зниження екстрених кесаревих перерізів, зниження частоти аномалій скорочувальної діяльності матки, родового травматизму, кровотеч та медикаментозного знеболювання пологів.

## Потреби жінок під час пологів
Однією із ключових потреб жінки під час пологів є відчуття себе у безпеці. Присутність доули — супутниці, яка, як правило, має власний досвід дітонародження й підтримує породіллю — або батька дитини, дозволяє жінці зняти зайву напругу, що благотворно впливає на перебіг фізіологічного процесу. Страх невідомості, тривога за своє життя та життя дитини посилює м'язову напругу, блокуючи природні рефлекторні реакції. Значність впливу емоційного стану жінки під час пологів протягом фізіологічного процесу відзначають насамперед акушери.

## Готовність до партнерських пологів
Сучасні медичні дослідження підтверджують необхідність обліку соціального та психологічного статусу сім'ї та психологічної готовності подружньої пари до запланованих партнерських пологів. В результаті дослідження І. Жукової (2010) було показано, що:
- Сім'ї, які планують партнерські пологи, відрізняються рівнем соціального та професійного статусу;
- Показники особистісної та ситуаційної тривожності у чоловіків і жінок, які народжують разом значно нижче, ніж у тих, хто народжує без підтримки, що не може не позначитися на пологах;
- Участь під час пологів партнера знижує частоту післяпологових ускладнень у першороділь і повторнороділь вчетверо;
- «Віддалені результати партнерських пологів сприятливі для сім'ї загалом та стану здоров'я потомства, що підтверджує катамнестичне дослідження сім'ї. 82% жінок та 87% партнерів повністю задоволені присутністю партнера під час пологів. У 78% чоловіків і 84% жінок сексуальні стосунки на колишньому рівні або покращилися, решта відзначила спад у сексуальних відносинах, не пов'язаний із присутністю партнера на пологах».

## Плюси та мінуси партнерських пологів
Присутність партнера під час пологів має як позитивні наслідки:
- показники особистісної тривожності у чоловіків і жінок, які народжують разом значно нижчі, що позитивно відбивається на пологах;
- участь у пологах партнера знижує частоту післяпологових ускладнень у 4 рази;
- участь у пологах партнера стимулює раннє пробудження батьківської любові до дитини та до дружини, а спільна підготовка до пологів є необхідним етапом у підготовці до батьківства.

Так і негативні:
- присутність партнера може стати на заваді медичному персоналу;
- психологічний стан партнера — паніка, напруга — можуть перетягувати увагу на себе;
- неадекватна поведінка партнера може погіршити емоційний стан жінки та гальмувати розвиток процесів, заважати розслабитись.

## Вплив типу психологічного супроводу
На тлі відсутності єдиного підходу до психологічного супроводу вагітності та одночасно зниження рівня народжуваності, цікаво відзначити результати соціологічного дослідження про вплив типу психологічного супроводу на підготовку та перебіг вагітності. У дослідженні Е. Могилевської порушується питання про фактори фізичного, психологічного та духовного змісту. Аналіз літератури з даної проблематики, здійснений автором, говорить про те, що дослідниками виділено понад 700 психологічних факторів, що впливають на процес вагітності, пологів, психічний розвиток дитини та готовність до материнства.
Сюди відносять:
- особистісні особливості вагітної жінки
- історія життя
- адаптація до подружжя
- особливості адаптивності як властивості особистості
- задоволеність емоційними взаєминами зі своєю матір'ю — модель материнства своєї матері
- культурні, соціальні та сімейні особливості
- фізичне та психічне здоров'я

## Дослідження
Основне завдання впровадження будь-якої нової практики — це розуміння та оцінка її ефективності. Цій темі — ефективності участі в пологах партнера — присвячена робота Н. А. Тюніної, куди увійшов порівняльний аналіз очікувань та уявлень подружжя щодо процесу пологів. У роботі підтверджується гіпотеза про те, що «очікування пари від спільних пологів частіше виправдовуються, і вони відчувають задоволення отриманим результатом, а участь чоловіка під час пологів має позитивний вплив на процес». Авторка підкреслює важливість підтримки жінки під час пологів, необхідності створення спокійної та безпечної атмосфери, в якій жінка могла б розслабитися та довіритися тим процесам, що відбуваються в організмі. Це сприяє м'якому та продуктивному перебігу пологів з найменшою хворобливістю та ризиками для здоров'я мами та дитини.
Рівень емоційної підтримки, що надають дружинам чоловіки під час потужного періоду, приблизно збігається з потребами жінки в участі партнера, що говорить про взаємну задоволеність присутністю чоловіка при пологах подружжя.
Робота психолога М. Корж ставить своїм завданням відповісти на питання наскільки подружжя усвідомлює цілі і сенс спільних пологів, наскільки батьки, як учасники цього процесу підготовлені до змісту і наслідків вибору такого розродження. На тлі широко поширеної психологічної підготовки жінок до пологів автор задається питанням про рівень їх підготовки, як психологічної, так і медичної, а також про ступінь адекватності мотивів участі чоловіків.
Проаналізувавши сімейну структуру за такими параметрами як життєвий цикл сім'ї, її рольова структура, суб'єктивна задоволеність шлюбом, виявлення поглядів на роль чоловіка в партнерських пологах, автором було зроблено висновок, що «…партнерські пологи цілком допустимі й у деяких випадках бажані. Проте їх необхідною умовою має бути спеціальна спільна підготовка майбутніх батьків — інформаційна, психологічна та спеціальні навички. Психологічне консультування подружжя має включати аналіз їхньої мотивації на участь і прогноз можливих негативних наслідків для подружніх відносин».
Проведене дослідження підтвердило гіпотезу про наявність неадекватних уявлень чоловіків про їх роль та ефективність під час пологів. Отримані дані про уявлення випробуваних чоловіків, які проживають пологи разом, недооцінюють можливі ризики фізіологічного перебігу пологів, зосереджуючись на емоційній підтримці дружини. Незважаючи на підтвердження вищого рівня усвідомленості та згуртованості в парах, які вирішили народжувати разом, відсутність підготовки до такої емоційної події, змушує робити висновок про переоцінку своїх можливостей.